# Tonino Micheluzzi
Tonino Micheluzzi (Osimo, 7 settembre 1923 – Venezia, 15 giugno 1991) è stato un attore e drammaturgo italiano.

## Biografia
Ultimo erede della grande tradizione delle compagnie venete, cominciò a recitare nel 1940 nella compagnia del padre Carlo e della madre Margherita Seglin, dove rimase fino al 1957. In quel periodo le compagnie venete avevano un ampio ruolo nella vita teatrale, tenendo vivo non solo il nome di Carlo Goldoni, ma anche quello di numerosi altri autori, fra cui Gallina, Selvatico e Rocca, allora di rilevanza nazionale.
Nel solco della tradizione che vedeva numerosi capocomici impegnarsi anche come autori drammaturgici, Micheluzzi scrisse poco più che trentenne i suoi primi lavori per il palcoscenico, Si salvi chi può (1954), e Buongiorno, allegria! (1955), tutt'oggi rappresentati.
L'attività di autore teatrale proseguì fino alla fine degli anni ottanta. Curò la trascrizione in dialetto veneziano e in prosa di un testo goldoniano minore, La pupilla (1970), il collage di testi goldoniani La barca dei comici, oltre ad altri testi che mise in scena con la sua compagnia (Chi che no ga palchi e scagni torna indrio, Fasso tuto mi e Niobe).

### La commedia musicale
Lasciata la compagnia paterna, per circa un decennio rimase legato al teatro leggero, dividendosi fra rivista (con Gino Bramieri e Marisa Del Frate), commedia musicale e operetta.
A partire dalla fine degli anni sessanta intraprese un primo tentativo di ridare vita ad un complesso di attori impegnato nella valorizzazione del repertorio delle compagnie venete.
Questa attività si consolidò nel 1970 grazie all'esperienza del Secondo Teatro dell'Università di Padova diretto dal regista Costantino De Luca. Per qualche anno operò un complesso, denominato "Serenissima", che mise in scena, fra le altre opere, La pupilla e Nina non far la stupida.

### Il teatro piemontese
A metà degli anni settanta Micheluzzi si trasferì a Torino dove assieme a Carlo Campanini, Franco Barbero e altri attori recitò in una serie di allestimenti in dialetto piemontese.
In conseguenza dell'incarico di insegnamento presso la Scuola Regionale di Teatro di Padova e del perdurante impegno nel teatro dialettale veneto, Micheluzzi si trasferì di nuovo a Venezia. Fra il 1983 e il 1984, assieme a Virgilio Zernitz e Mario Valdemarin, ripropose due atti unici di Gino Rocca, L'imbriago de sesto e La scorzeta de limon.
Nello stesso periodo sviluppò l'esperienza di Nuovo Sipario, compagnia operante nel Teatro Universitario di Santa Marta. Con questo gruppo portò in scena Il minuetto di Sarfatti e il collage goldoniano La barca dei comici. Si mise poi alla guida del complesso "Teatro di Venezia" con cui, insieme alla moglie, rappresentò Chi che no ga palchi e scagni torna indrio, El moroso de la nona di Gallina, La pupilla, Quel sì famoso di Enzo Duse.

### Il cinema e la televisione
Micheluzzi lavorò anche per il cinema e la televisione interpretando dei ruoli nei film Rosalba (1944), La ballata dei mariti (1963), Obiettivo ragazze (1963), Sbirulino (1982) e come voce fuori campo nel ruolo di Bonifacio B. nel film d'esordio di Tinto Brass, Chi lavora è perduto (In capo al mondo) (1963).
Fu originariamente scelto dal regista Luigi Comencini per il ruolo del carabiniere timido in Pane, amore e fantasia poi interpretato da Roberto Risso ma rinunciò alla parte, preferendo dedicarsi all'attività teatrale.
In televisione fu nel 1958 fra gli interpreti di uno dei primi lavori di fiction dedicati ai ragazzi: Il teatro dei ragazzi. Negli anni settanta  fu accanto a Raimondo Vianello e Sandra Mondaini nei loro celebri varietà del sabato sera, quali Tante scuse, (di nuovo) Tante scuse e Noi... no! (in quest'ultimo, assieme agli attori Enzo Liberti e Massimo Giuliani interpretava lo sketch parodistico del cabaret berlinese). Negli anni ottanta prese parte accanto a Sandra Mondaini al programma Il circo di Sbirulino, incidendone anche la sigla. Assieme alla moglie Nadia fu anche fra gli interpreti delle prime serie della sit-com Casa Vianello.

### Vita privata
Fu sposato con la showgirl televisiva Marisa Del Frate.

## Filmografia
- Rosalba, regia di Ferruccio Cerio e Max Calandri (1944)
- Obiettivo ragazze , regia di Mario Mattoli (1961)
- La ballata dei mariti (1963)
- Sbirulino, regia di Flavio Mogherini (1982)
- Piccolo mondo antico (1983)

## Programmi TV
- Tante scuse (Programma Nazionale, 1974)
- (di nuovo) Tante scuse (Programma Nazionale, 1975-1976)
- Noi... no! (Rete 1, 1977-1978)
- Attenti a noi due (Canale 5, 1982-1983)
- Il circo di Sbirulino (Canale 5, 1982-1983; Italia 1, 1984)